# Línia de batalla

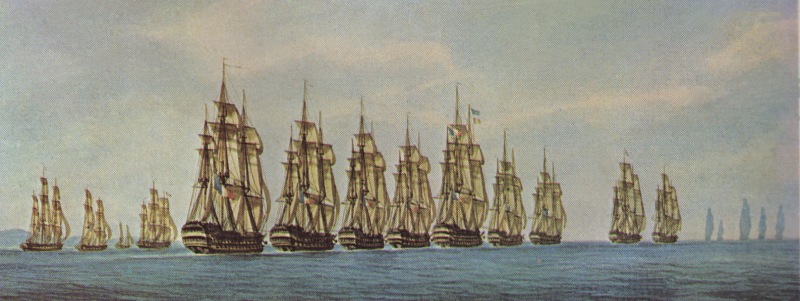
Un esquadró francès en línia de batalla, pintat per François Roux.

Una línia de batalla, dita igualment formació en esquera o esquera feta, fa referència a una formació de combat que s'utilitza a la marina militar a vela on els vaixells d'alt rang estan alineats per combatre darrere dels altres tan junts com la maniobra permet per intercanviar foc de flanc amb una línia adversa que progressa, sigui en paral·lel o en direcció oposada, a babord o estribord.

Les principals etapes de la batalla de Saintes

La línia de batalla continua sent la formació de combat per excel·lència del navili de línia. La seva idea prové, paradoxalment, dels líders de l'exèrcit de Cromwell, precedint la reducció de les armades europees a 2 o 3 tipus diferents de vaixells.
Les batalles oposen flotes o esquadrons de mida equivalent. Els oficials generals han rebut instruccions de no arriscar innecessàriament les naus si es troben en una posició d'inferioritat numèrica, i la lluita només comença realment si els dos adversaris estan decidits a combatre.
Els vaixells se succeeixen en línia, deixant intervals de 150 a 200 m i les línies de batalla poden arribar a distàncies enormes (40 vaixells en més de 8 a 10 km), al contrari del que suggereixen les taules relacionades amb aquests episodis marítims. La transmissió de les ordres de l'almirall, al centre de la línia de batalla, esdevé, per tant, extremadament problemàtica a causa de l'estirament d'aquesta línia, i si hi afegim el fum de la batalla i la complexitat de certs senyals, les dificultats d'implementació són de vegades insalvables. La cohesió té un paper total: se segueix a cegues el vaixell que hi ha al davant, es reacciona a la imitació, assegurant-se que no s'allunyen maig d'ell sota pena de veure com l'enemic talla la línia i disloca el dispositiu. Qualsevol vaixell de la línia està protegit pel que el precedeix i el que el segueix.
La primera menció registrada sobre l'ús d'una línia de batalla està certificada a partir de 1500. Les "Instruccions" proporcionades el 1500 pel rei Manuel I de Portugal al comandant d'una flota enviada a l'Oceà Índic suggereixen que ús anterior a les instruccions escrites. Flotes portugueses a l'estranger es van desplegar a la línia del davant, disparant una banda ampla i després posant-se a punt per tornar i descarregar l'altra, resolent batalles només amb artilleria. En un tractat de 1555, "L'art de la guerra al mar", el teòric portuguès sobre la guerra naval i la construcció naval, Fernão de Oliveira, va reconèixer que a la mar, els portuguesos "lluitaven a distància, com si estiguessin des de les muralles i fortaleses ... ". Va recomanar la línia única per endavant com a formació de combat ideal.
Una tàctica de línia de batalla havia estat utilitzada per la Quarta Armada Portuguesa de l'Índia a la Batalla de Kozkhiode, sota Vasco da Gama el 1502, prop de  Malabar contra una flota musulmana. Un dels primers usos deliberats registrats també es documenta a la Primera Batalla de Cannanore entre la Tercera Armada Portuguesa de l'Índia sota João da Nova i les forces navals de Kozhikode, a principis del mateix any.